# Anur, Yadgir
Anur là một làng thuộc tehsil Yadgir, huyện Gulbarga, bang Karnataka, Ấn Độ.